# Kim cang mụn cóc
Kim cang mụn cóc hay kim cang thân đầy mụt (danh pháp: Smilax aspericaulis) là một loài thực vật có hoa trong họ Smilacaceae. Loài này được Wall. ex A.DC. miêu tả khoa học đầu tiên năm 1878.